# Edward Pigott
Edward Pigott (27 de Março de 1753 - 27 de junho de 1825) foi um  Inglês astrônomo, ffilho do astrônomo Nathaniel Pigott (1725-1804) e Anna Mathurine de Bériot (1727 -1792). Nasceu em Whitton, Middlesex. Viveu em Inglaterra, França e Gales.
Trabalhando como um astrônomo com seu pai, observou os satélites de Júpiter e o trânsito de Vênus de 3 de junho de 1769. Em 23 de março de 1779, descobriu uma nebulosa na constelação da Cabeleira de Berenice, que mais tarde ficou conhecida como o objeto M64. Esta descoberta ocorreu apenas 12 dias antes que Bode redescobrisse esse objeto e cerca de um ano antes Charles Messier também o redescobrir. Devido a sua publicação tardia, a descoberta original de Pigott caiu no esquecimento e sua "nebulosa" nunca tinha sido identificada, até Bryn Jones, de Gales, recuperar as informações em abril de 2002. Pigott descobriu o grande cometa de 1783 em 19 de novembro de 1783. que tinha sido encontrado de forma independente por Pierre Méchain em 26 de novembro e observado por vários astrônomos, incluindo Messier.
Em 10 de setembro de 1784 detectada a variação do brilho de Eta Aquilae, então conhecido como "Eta Antínoo" e o primeiro representante conhecido de uma classe de estrelas variáveis mais tarde chamada de estrelas delta cephei ou "cefeidas". Esta descoberta ocorreu na época em que várias estrelas variáveis foram descobertas, incluindo seis novas e supernovas.
Nos anos seguintes, Pigott trabalhou com seu vizinho e amigo, John Goodricke, que morreu em 1786 de pneumonia, que pegou enquanto observa a estrela Delta Cephei. Pigott morreu em Bath, Inglaterra, em 27 de Junho de 1825.
Juntamente com seu pai, Nathaniel Pigott, foi homenageado nomeando um asteroide, o asteróide 10220 Pigott, descoberto em 20 de outubro de 1997 por R.A. Tucker, do Observatório Goodricke-Pigott, provisoriamente designado como UG7 1997.